# ビルバオ
ビルバオ（スペイン語: Bilbao, [bilˈꞵao]）は、スペイン・バスク州ビスカヤ県の基礎自治体。ビスカヤ県の県都である。バスク語ではビルボ（Bilbo, [bilꞵo]）。
かつて経済を支えた鉄鋼業、造船業が1980年代に衰退し、1983年の洪水でも打撃を受けた。1997年のビルバオ・グッゲンハイム美術館開館、それに先立つ工場排水に汚染された河川環境の改善、LRTや遊歩道、自転車道、公園の整備により、芸術・観光都市として再生した。世界各地の「創造都市プロジェクト」中で最も成功した事例の一つとされている。

## 概要
2010年の人口は353,187人で、バスク州内では第1位、スペイン全体では第10位である。ビルバオ都市圏は約100万人の人口を持ち、スペイン第5位の都市化地域であるとともに、スペイン北部で最も人口の多い都市圏の一つを形成している。ビルバオ都市圏が内包しているグレーター・ビルバオ（コマルカ : 郡）の人口は875,552人である。ビルバオはスペイン北部の中央部に位置しており、大西洋のビスケー湾からネルビオン川を19km遡った位置にある。市街地は平均標高400mの山地に囲まれている。
1300年にディエゴ・ロペス・デ・アロ5世によって建設されて以降、権力を持ったアロ家によって、エスパーニャ・ベルデ（スペイン北部沿岸地域）の商業の中心地として繁栄した。ビルバオ港からはビスカヤ地方の採石場から採掘された鉄鉱石が国外に輸出された。19世紀と20世紀初頭には激しい工業化を経験し、ビルバオはバルセロナに次いでスペインで2番目に大きな工業地域の中心地となった。短期間の人口増加によって、隣接する自治体が次々とビルバオに併合された。
今日のビルバオは第三次産業が卓越しており、都市の象徴としてビルバオ・グッゲンハイム美術館がある。ビルバオ空港、メトロ・ビルバオ、ビルバオ・トラムなどインフラ基盤への投資が継続されており、アバンド区やデウスト区ソロサウレ地区の再開発計画が進行中である。世界各地の創造都市プロジェクトの中で最も成功した事例の一つとされている。

## 名称
都市の正式名称はビルバオ (Bilbao) であり、世界中の多くの言語では「ビルバオ」として通用しているが、バスク地方ではビルボ (Bilbo) と呼ばれる。バスク語の公式統制機関であるエウスカルツァインディア（王立バスク語アカデミー）は、バスク地方にビルバオとビルボという2つの名称が存在することを認めながら、バスク地方での歴史的な名称がビルボであるとし、公式に第一名称としてビルボを採用している。ビルバオ市議会はバスク語の文書でもスペイン語の文書でも、自治体名はBilbaoを用いると議決している。王立バスク語アカデミーは自治体の照会に対し、バスク語アカデミーの規則第145条ではビルボがバスク語の正式な名称であると回答している。
ビルボという単語は古い史料には登場しないが、ウィリアム・シェイクスピアの『ウィンザーの陽気な女房たち』ではビスカヤ産の鉄で製作された刀剣をビルボと呼んでおり、少なくとも16世紀にはビルボという単語が使用されていた可能性がある。
ビルバオという名称の由来については、専門家の間でも意見が一致していない。技師のエバリスト・チュルカは、「川と入り江」を意味するバスク語の「Bil-Ibaia-Bao」がビルバオに転じたのだと述べた。一方、歴史学者のホセ・トゥッセル・ゴメスは、「美しい浅瀬」を意味する古スペイン語の「bello vado」という熟語が自然に進化したまでだと主張している。また一方、作家のエステバン・カジェ・イトゥリノは、名称の由来は河口そのものでなく、かつてビルバオ河口の両岸に存在した二つの集落にあると述べた。イトゥリノによれば、右岸（現在のカスコ・ビエホの位置）にはバスク語で「堆積物」を意味する「billa」と呼ばれる集落があり、左岸（現在のビルバオ・ラ・ビエハの位置）にはスペイン語で「霧」や「蒸気」を意味する「vaho」と呼ばれる集落があり、このふたつの集落の名称が組み合わさってビルバオという名称になったという。自治体憲章とその写本で説明されているように、かつてはBilbaoではなくBilvaoやBiluaoと書かれた。

## 地理

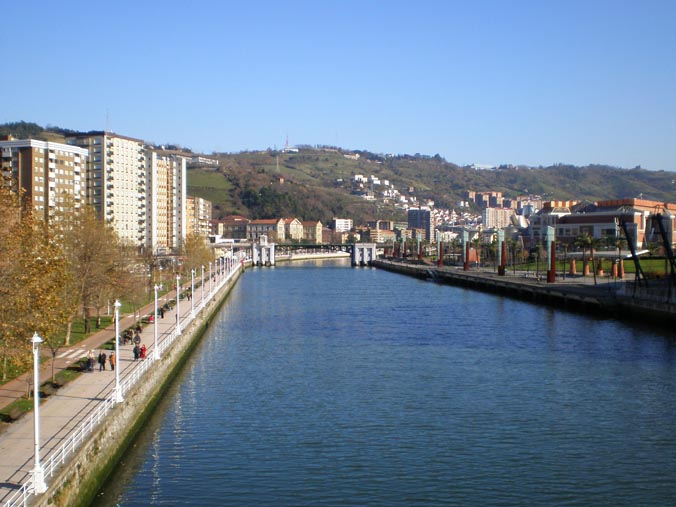
ビルバオ市街地を流れるネルビオン川

ビルバオはイベリア半島の北端に位置しており、大西洋のビスケー湾から19km内陸にある。自治体の総面積は40.65 km2であり、その内訳は都市化地域が17.35 km2、周辺地域が23.30 km2である。公式の標高は19mであり、市街地は標高6mから32mの範囲にある。ビルバオはグレーター・ビルバオ（コマルカ : 郡）の核であり、周辺の自治体には、北にデリオ、エチェバリ、ガルダカオ、ロイウ、ソンディカ、サムディオが、西にアリゴリアガ、バサウリが、南にアロンソテギが、東にバラカルド、エランディオがある。ビルバオはカンタブリア山脈とピレネー山脈に挟まれており、バスク地方の玄関口に位置する。自治体の最高標高地点は689mのガネタ山、次いで673mのパガサリ山であり、この二つの山はアロンソテギとの境界に位置する。

### 水文
ネルビオン＝イバイサバル水系のネルビオン川とイバイサバル川がバサウリで合流し、下流部でビルバオ河口を形成してビスケー湾に注ぐ。ビルバオ河口は約15kmにわたっており、非常にゆっくりとした25m3/秒の流れとなる。水系の主要な支流であるカダグア川はメナ谷に源流があり、642 km2の流域面積を持つ。カダグア川は主に隣接するブルゴス県を流れ、ビルバオとバラカルドの自然境界を形成している。
ネルビオン川は何度も人間活動の介入を受け、川底の浚渫などが行われた。河口部での船舶の操舵を容易にするため、1950年から1968年にはデウスト地区に側設運河としてデウスト運河が建設された。建設計画は最後の400mを残して停止されたが、建設途中の運河はドックとして残すことが決定された。2007年、運河の建設を再開してソロサウレ島（中州）を築く計画が承認された。数十年にもわたって有害廃棄物が垂れ流されていたため、ネルビオン川の水質が悪化して無酸素状態を招き、ほぼ全ての動植物が死滅した。しかし、近年には自然再生運動などのおかげで状況が改善しており、今日では藻類、ウシノシタ、カニ類、水鳥などを確認することができる。夏季には海水浴客も見られる。ビルバオ河口はビルバオ市内の区の自然境界として機能している。

### 気候
ビスケー湾に近いことから西岸海洋性気候(Cfb)であり、夏季でも乾燥することなく年間を通じて降水がある。年間降水量はスペインの他地域に比べて多く、これは高い緯度と大気の変動からもたらされる。一年のうち45%が雨天日、40%が曇天日である。もっとも降水が多い時期は10月から4月であり、11月が降水のピークである。冬季には周囲の山々に積もる雪が見られる一方、市街地では雪が頻繁に見られることはない。みぞれはより頻発し、主に冬の数か月の期間中に、年間平均で10日ほどである。
海の近さははっきりとした夏と冬をもたらし、春と秋は過ごしやすい。夏季の平均最高気温は摂氏25度と26度の間であり、冬季の平均最低気温は摂氏6度と7度の間である。過去最高気温は2003年8月13日の摂氏42.2度であり、過去最低気温は1963年2月3日の摂氏マイナス8.6度である。一日最大降水量は1983年8月26日の225.6mmであり、この日にはネルビオン川が氾濫して深刻な洪水被害をもたらした。
| ビルバオの気候                              | ビルバオの気候 | ビルバオの気候 | ビルバオの気候 | ビルバオの気候 | ビルバオの気候 | ビルバオの気候 | ビルバオの気候 | ビルバオの気候 | ビルバオの気候 | ビルバオの気候 | ビルバオの気候 | ビルバオの気候 | ビルバオの気候 |
| 月                                          | 1月            | 2月            | 3月            | 4月            | 5月            | 6月            | 7月            | 8月            | 9月            | 10月           | 11月           | 12月           | 年             |
| ------------------------------------------- | -------------- | -------------- | -------------- | -------------- | -------------- | -------------- | -------------- | -------------- | -------------- | -------------- | -------------- | -------------- | -------------- |
| 平均最高気温 °C （°F）                      | 13.2 (55.8)    | 14.5 (58.1)    | 15.9 (60.6)    | 16.8 (62.2)    | 20.1 (68.2)    | 22.6 (72.7)    | 25.2 (77.4)    | 25.5 (77.9)    | 24.4 (75.9)    | 20.8 (69.4)    | 16.4 (61.5)    | 14.0 (57.2)    | 19.1 (66.4)    |
| 日平均気温 °C （°F）                        | 9.0 (48.2)     | 9.8 (49.6)     | 10.8 (51.4)    | 11.9 (53.4)    | 15.1 (59.2)    | 17.6 (63.7)    | 20.0 (68)      | 20.3 (68.5)    | 18.8 (65.8)    | 15.8 (60.4)    | 12.0 (53.6)    | 10.0 (50)      | 14.3 (57.7)    |
| 平均最低気温 °C （°F）                      | 4.7 (40.5)     | 5.1 (41.2)     | 5.7 (42.3)     | 7.1 (44.8)     | 10.1 (50.2)    | 12.6 (54.7)    | 14.8 (58.6)    | 15.2 (59.4)    | 13.2 (55.8)    | 10.8 (51.4)    | 7.6 (45.7)     | 6.0 (42.8)     | 9.4 (48.9)     |
| 降水量 mm （inch）                          | 126 (4.96)     | 97 (3.82)      | 94 (3.7)       | 124 (4.88)     | 90 (3.54)      | 64 (2.52)      | 62 (2.44)      | 82 (3.23)      | 74 (2.91)      | 121 (4.76)     | 141 (5.55)     | 116 (4.57)     | 1,195 (47.05)  |
| 平均降水日数                                | 13             | 11             | 11             | 13             | 12             | 8              | 7              | 8              | 9              | 11             | 12             | 12             | 128            |
| 平均月間日照時間                            | 86             | 97             | 128            | 128            | 160            | 173            | 188            | 179            | 157            | 123            | 93             | 78             | 1,584          |
| 出典：Agencia Estatal de Meteorología, Aena |                |                |                |                |                |                |                |                |                |                |                |                |                |

## 歴史

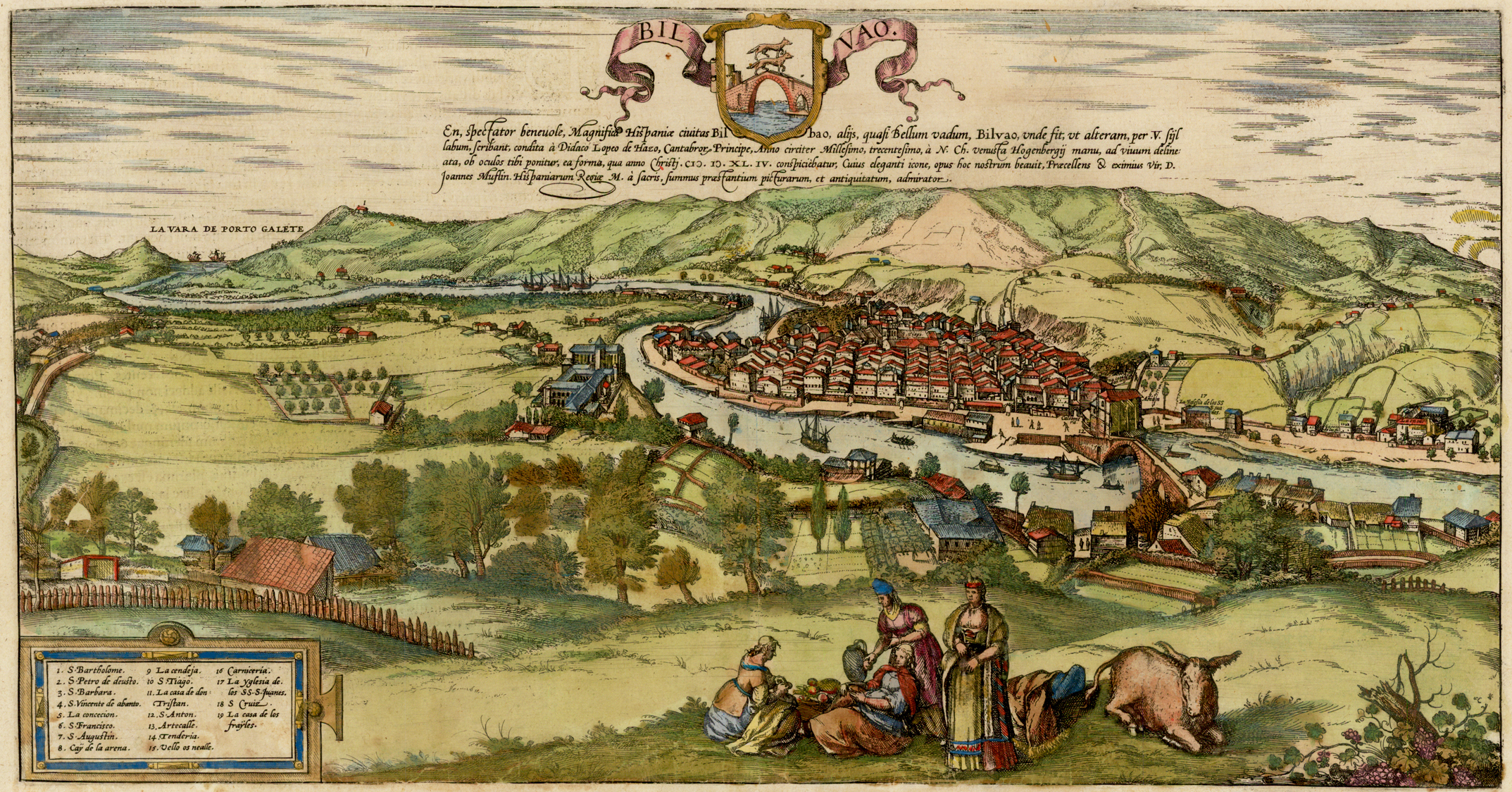
1554年に彫られた版画

アブリル山やアルチャンダ山では6,000年前の埋葬場が発見されており、マルマシン山の頂上付近では紀元前3世紀から紀元前2世紀頃とされる古代の集落跡が発見されている。ビルバオの旧集落をローマ帝国の学者プリニウスが言及した「アマヌン・ポルトゥス」、プトレマイオスが言及した「フラビオブリガ」であると主張する専門家もいる。
サン・アントン教会の真下からは、11世紀頃とされる古代の城壁が発見されている。1300年、ビスカヤ領主だったディエゴ・ロペス・デ・アロ5世によってビルバオが建設された。町としての法的な地位を得たのは1300年6月15日（バリャドリッドにて）のことだが、カスティーリャ王フェルナンド4世に認められたのは1301年1月4日（ブルゴスにて）である。700周年の節目の年である2000年には、毎年6月15日が市制施行記念日に指定された。ディエゴ・ロペスはネルビオン川右岸、現在のベゴニャの位置にビルバオを建設し、権利の編纂や後の開発の基礎を証明する特権（ログローニョの特権）を与えた。
ビルバオは現在のスペイン地域に築かれた最初の町の一つである。14世紀にはビスカヤ地方の約70%の町が開発されており、ポルトゥガレテは1323年に、オンダロアは1327年に、レケイティオは1335年に、ムンヒアとララベツは1376年に建設された。ビルバオはサンティアゴ・デ・コンポステーラの巡礼路の途上にあったため、それにちなんでサンティアゴ教会（聖ヤコブの教会）が建設された。15世紀には町を巡って貴族間の争いが起き、ネルビオン川が氾濫して3度の洪水被害に遭ったが、再建されると市街地は市壁を越えて成長を続けた。
1511年6月21日、カスティーリャ女王フアナはビルバオに領事館の建設を命じた。領事館はこの後何世紀にもわたり、町でもっとも影響力のある機関であり、ネルビオン川河口の管轄やインフラ改善に力を発揮した。領事館の管理下で、ビルバオ港はスペインで最も重要な港のひとつとなった。16世紀にはメリノ種の羊毛をヨーロッパ北部へ輸出する港となり、スペイン黄金時代には北スペインでの商業・金融の中心地となった。1577年には初めてビルバオに印刷機がもたらされ、1596年にはベトラサ博士によってバスク地方初の書籍である『Doctrina Christiana en Romance y Bascuence』（ロマンス語とバスク語によるキリスト教の教義）が出版された。ビスカヤ地方の政庁所在地はかつてベルメオにあったが、1602年にはビルバオが政庁所在地となった。つづく数世紀には、周囲の山々において鉄鉱石資源が発見され、イギリスやオランダに鉄鉱石が輸出された。17世紀末にはスペイン黄金世紀の終焉によりスペイン全体が経済的な危機に襲われたが、ビルバオは蓄積した富で経済危機を克服した。ビルバオは18世紀にも成長を続け、都市は過密状態となった。

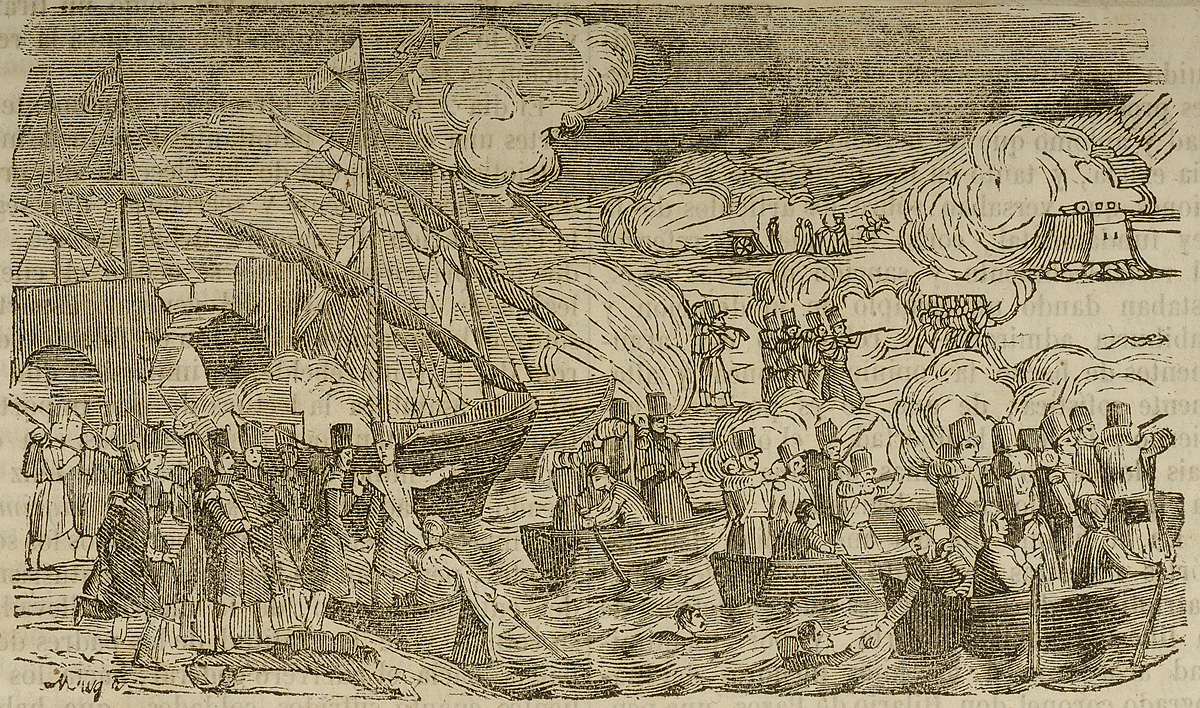
ルチャナの戦い

19世紀、バスク地方はカルリスタ戦争の重要な戦闘地の一つとなり、カルリスタたちは自由主義経済都市を征服することを求めた。ビルバオは1835年から1874年までの間に3度も包囲されたが、いずれも陥落には至らなかった。1836年のルチャナの戦いは重要な戦いの一つであり、自由主義派のバルドメロ・エスパルテロ将軍がカルリスタに勝利して町を解放したF。19世紀から20世紀にかけてのビルバオは戦時中でも繁栄し、バスク地方の経済の中心に浮上した。この時期にはビルバオ初の鉄道が建設（1857年）され、ビルバオ・ビスカヤ・アルヘンタリア銀行(BBVA)の前身であるビルバオ銀行が設立され、ビルバオ証券取引所が設立された。特にアバンド区の成長が目覚ましく、新しい通りや歩道、市庁舎、バスルト病院、アリアガ劇場などの近代的な建物が建てられた。人口は劇的に増加し、1880年の11,000人から1900年には80,000人となった。この時期には社会運動が起こり、特にサビノ・アラナによってバスク民族主義運動が台頭した。
共和国軍によって鎮圧された小規模な反乱がビルバオで起こったことでスペイン内戦が始まった。1936年8月31日には初の爆撃を受け、翌月にはフランシス・フランコ軍と提携したナチス・ドイツ軍による爆撃を受けた。ビルバオは防衛のために要塞化されたが、1937年5月にはフランシスコ・フランコの国民党軍によって包囲され、6月19日に陥落した。プッツ将校はネルビオン川に架かる全ての橋の破壊を命じ、第5旅団の部隊が町を略奪した。内戦中にはバスク自治政府が設立され、ホセ・アントニオ・アギーレが初代レンダカリ（政府首班）となった。
スペイン内戦が終結すると、ビルバオは再び産業的な発展期に戻り、人口は着実に増加した。1940年代には都市が再建され、何本かの橋が建設された。1948年にはビルバオ空港に初の民間商業機が着陸した。1950年代には鉄鋼業界が復活し、住宅の需要が供給を上回ると、労働者は丘の上にスラム街を構築した。この混沌とした環境で、1959年7月31日にはバスク民族主義党(PNV)の分派としてバスク祖国と自由(ETA)がビルバオに設立された。フランコ独裁政権の終焉と立憲君主制への移行後、スペインの変化の過程でビルバオは民主的な選挙が復活し、バスク民族主義の影響力が増した。ビルバオはビトリア＝ガステイスよりも経済的にたくましく、バスク地方の事実上の首都だったが、1979年にはビトリアに州議会や州政府が置かれた。なお、バスク州には公式の州都は存在しない。1980年代にはテロリズムや国外からの安価な労働力の到来など、いくつかの要因が重なって壊滅的な産業の危機につながった。
産業空洞化の過程を経て、1990年代半ば以降のビルバオはインフラや都市活性化への投資を行うことで、サービス都市へと変貌を遂げた。ビルバオ・グッゲンハイム美術館の開館から変化が始まり（いわゆるグッゲンハイム効果）、エウスカルドゥナ国際会議場・コンサートホールの開館、サンティアゴ・カラトラバによるスビスリ橋の開通、ノーマン・フォスターによるメトロ・ビルバオの開業、ビルバオ・トラムの開業、イベルドローラ・タワーの竣工、ソロサウレの開発計画などがグッゲンハイム美術館の開館に続いた。これらの計画が適切に行われているかどうか監督するため、スペイン政府や関連自治体が共同出資したビルバオ・メトロポリ＝30やビルバオ・リア2000などの団体が設置された。

## 政治
ビルバオは二元代表制の自治体である。行政府は市長、理事会、市議会で構成され、市長と市議会議員（定数29）の任期は4年間である。市議会議員は政党を代表しており、配分はバスク民族主義党が15議席に加えて市長、国民党が6議席、ビルドゥが4議席、スペイン社会労働党が4議席である。
1999年の市長選挙ではバスク民族主義党(PNV)のイニャキ・アスクナが当選し、2003年、2007年、2011年に再選された。ビルバオは2008年と2010年にトランスペアレンシー・インターナショナルの自治体賞（スペイン部門）を受賞した。2009年の同賞ではサン・クガ・デル・バリェスに次いでスペイン第2位となった。2012年には市長のアスクナが世界市長賞を受賞した が、アスクナは任期中の2014年3月20日に前立腺がんで死去した。後任の市長にはバスク民族主義党のイボン・アレソが就任した。
| ビルバオの歴代市長 | ビルバオの歴代市長                                            | ビルバオの歴代市長        |
| 在任期間           | 名前                                                          | 政党                      |
| ------------------ | ------------------------------------------------------------- | ------------------------- |
| 1979-1983          | ヨン・カスタニャーレス                                        | バスク民族主義党(PNV-EAJ) |
| 1983-1987          | ホセ・ルイス・ロブレス                                        | バスク民族主義党(PNV-EAJ) |
| 1987-1991          | ホセ・マリア・ゴロルド ヘスース・マリーア・ドゥニャベイティア | バスク民族主義党(PNV-EAJ) |
| 1991-1995          | ヨス・オルトゥオンド                                          | バスク民族主義党(PNV-EAJ) |
| 1995-1999          | ヨス・オルトゥオンド                                          | バスク民族主義党(PNV-EAJ) |
| 1999-2003          | イニャキ・アスクナ                                            | バスク民族主義党(PNV-EAJ) |
| 2003-2007          | イニャキ・アスクナ                                            | バスク民族主義党(PNV-EAJ) |
| 2007-2011          | イニャキ・アスクナ                                            | バスク民族主義党(PNV-EAJ) |
| 2011-2015          | イニャキ・アスクナ イボン・アレソ                             | バスク民族主義党(PNV-EAJ) |
| 2015-2019          | フアン・マリーア・アブルト                                    | バスク民族主義党(PNV-EAJ) |

| ビルバオ市議会議員選挙結果                    | ビルバオ市議会議員選挙結果 | ビルバオ市議会議員選挙結果 | ビルバオ市議会議員選挙結果 | ビルバオ市議会議員選挙結果 | ビルバオ市議会議員選挙結果 | ビルバオ市議会議員選挙結果 | ビルバオ市議会議員選挙結果 | ビルバオ市議会議員選挙結果 | ビルバオ市議会議員選挙結果 | ビルバオ市議会議員選挙結果 |
| 政党                                          | 1979                       | 1983                       | 1987                       | 1991                       | 1995                       | 1999                       | 2003                       | 2007                       | 2011                       | 2015                       |
| --------------------------------------------- | -------------------------- | -------------------------- | -------------------------- | -------------------------- | -------------------------- | -------------------------- | -------------------------- | -------------------------- | -------------------------- | -------------------------- |
| バスク民族主義党(EAJ-PNV)                     | 13                         | 11                         | 9                          | 11                         | 9                          | (8) [注]                   | (11)[注]                   | 13                         | 15                         | 13                         |
| エウスカル・エリア・ビルドゥ / ビルドゥ       |                            |                            |                            |                            |                            |                            |                            |                            | 4                          | 4                          |
| バスク社会党(PSE-EE / PSOE)                   | 4                          | 9                          | 7                          | 6                          | 4                          | 5                          | 5                          | 7                          | 4                          | 4                          |
| バスク国民党(PP) / 国民同盟(AP)               |                            | 4                          | 2                          | 4                          | 7                          | 8                          | 8                          | 7                          | 6                          | 4                          |
| ウダルベリ＝ビルバオ・エン・コムン            |                            |                            |                            |                            |                            |                            |                            |                            |                            | 2                          |
| ガネモス・ビルバオ                            |                            |                            |                            |                            |                            |                            |                            |                            |                            | 2                          |
| バスク統一左翼(EB-B) / バスク共産党(PCE-EPK)  | 0                          | 0                          | 0                          | 0                          | 2                          | 1                          | 3                          | 2                          | 0                          |                            |
| バスク連帯(EA)                                |                            |                            | 3                          | 2                          | 0                          | (1)[注]                    | (2)[注]                    | 0                          |                            |                            |
| バスク市民(EH) / エリ・バタスナ(HB)           | 6                          | 3                          | 5                          | 4                          | 2                          | 4                          |                            |                            |                            |                            |
| イニシアティーバ・シウダダナ・バスカ(ICV-EHE) |                            |                            |                            |                            | 5                          | 2                          |                            |                            |                            |                            |
| バスク左翼(EE)                                | 1                          | 2                          | 3                          | 2                          |                            |                            |                            |                            |                            |                            |
| 民主中道連合(UCD)                             | 5                          |                            |                            |                            |                            |                            |                            |                            |                            |                            |

- [注] バスク民族主義党(PNV)とバスク連帯(EA)は1999年選挙と2003年選挙の際に選挙連合を組んだ。

### 人口
ビルバオの人口における信頼できる統計が初めて発表されたのは1550年以降である。1530年のビスカヤ地方には約65,000人が住んでいたが、1517年、1530年、1564年から1568年、1597年から1601年に疫病が都市を襲い、16世紀末の最後の流行は特に壊滅的なものだった。疫病の流行は19世紀まで断続的に続いたが、その後のビルバオは工業化のおかげで飛躍的な人口増加を経験した。ピークの1982年には433,115人に達したが、チョリエリ谷の自治体がビルバオから分離独立し、ビルバオの人口は減少に転じた。
2009年のビルバオの人口は355,731人だが、市内で生まれたのは114,220人（32.1%）のみである。114,908人はビスカヤ県の他地域で生まれ、9,545人はバスク州の他地域で生まれ、85,789人はスペインの他地域で生まれ、33,537人は国外で生まれた。スペインの他地域ではカスティーリャ・イ・レオン州とガリシア州の出身者が多い。ビルバオには127の異なる国籍の市民がおり、そのうち60カ国は10人以上である。最大の人口を持つ外国籍コミュニティはボリビア（4,879人）とコロンビア（3,730人）である。1,000人以上の人口を持つ国籍は、ルーマニア（2,248人）、モロッコ（2,058人）、エクアドル（1,832人）、中国（1,390人）、ブラジル（1,273人）、日本（1,237人）、パラグアイ（1,204人）である。

### 地区
ビルバオは8区に分けられており、さらに35地区に分けられている。
| No. | 区名                           | 地区名 | 面積 (km2) | 人口 (2009) | 地図 |
| --- | ------------------------------ | --- | ---------- | ----------- | --- |
| 1   | デウスト                       | アランゴイティ、イバレコランダ、サン・イグナシオ＝エロリエタ、サン・ペドロ・デウスト＝ラ・リベラ                                                 | 4.95       | 51,656      | デウスト ウリバリ オチャルコアガ＝チュルディナガ ベゴニャ イバイオンド アバンド レカルデ バスルト＝ソロサ |
| 2   | ウリバリ                       | カスタニョス、マティコ＝シウダ・ハルディン、ウリバリ、スルバラン＝アラベジャ                                                                     | 4.19       | 38,335      | デウスト ウリバリ オチャルコアガ＝チュルディナガ ベゴニャ イバイオンド アバンド レカルデ バスルト＝ソロサ |
| 3   | オチャルコアガ＝チュルディナガ | オチャルコアガ＝チュルディナガ | 3.90       | 28,518      | デウスト ウリバリ オチャルコアガ＝チュルディナガ ベゴニャ イバイオンド アバンド レカルデ バスルト＝ソロサ |
| 4   | ベゴニャ                       | ベゴニャ、ボルエタ、サントゥチュ | 1.77       | 43,030      | デウスト ウリバリ オチャルコアガ＝チュルディナガ ベゴニャ イバイオンド アバンド レカルデ バスルト＝ソロサ |
| 5   | イバイオンド                   | アチュリ、ビルバオ・ラ・ビエホ、カスコ・ビエホ、イトゥラルデ、ラ・ペニャ、ミリビジャ、サン・アドリアン、サン・フランシスコ、ソロコエチェ、サバラ | 9.65       | 61,029      | デウスト ウリバリ オチャルコアガ＝チュルディナガ ベゴニャ イバイオンド アバンド レカルデ バスルト＝ソロサ |
| 6   | アバンド                       | アバンド、インダウチュ | 2.14       | 51,718      | デウスト ウリバリ オチャルコアガ＝チュルディナガ ベゴニャ イバイオンド アバンド レカルデ バスルト＝ソロサ |
| 7   | レカルデ                       | アメソラ、イララバリ、イトゥリゴリ＝ペニャスカル、エレカルデベリ＝ララスキトゥ、ウレタメンディ                                                   | 6.96       | 47,787      | デウスト ウリバリ オチャルコアガ＝チュルディナガ ベゴニャ イバイオンド アバンド レカルデ バスルト＝ソロサ |
| 8   | バスルト＝ソロサ               | アルタミラ、バスルト、オラベアガ、マスステギ＝モンテ・カラメロ、ソロツァ                                                                         | 7.09       | 33,658      | デウスト ウリバリ オチャルコアガ＝チュルディナガ ベゴニャ イバイオンド アバンド レカルデ バスルト＝ソロサ |

## 経済

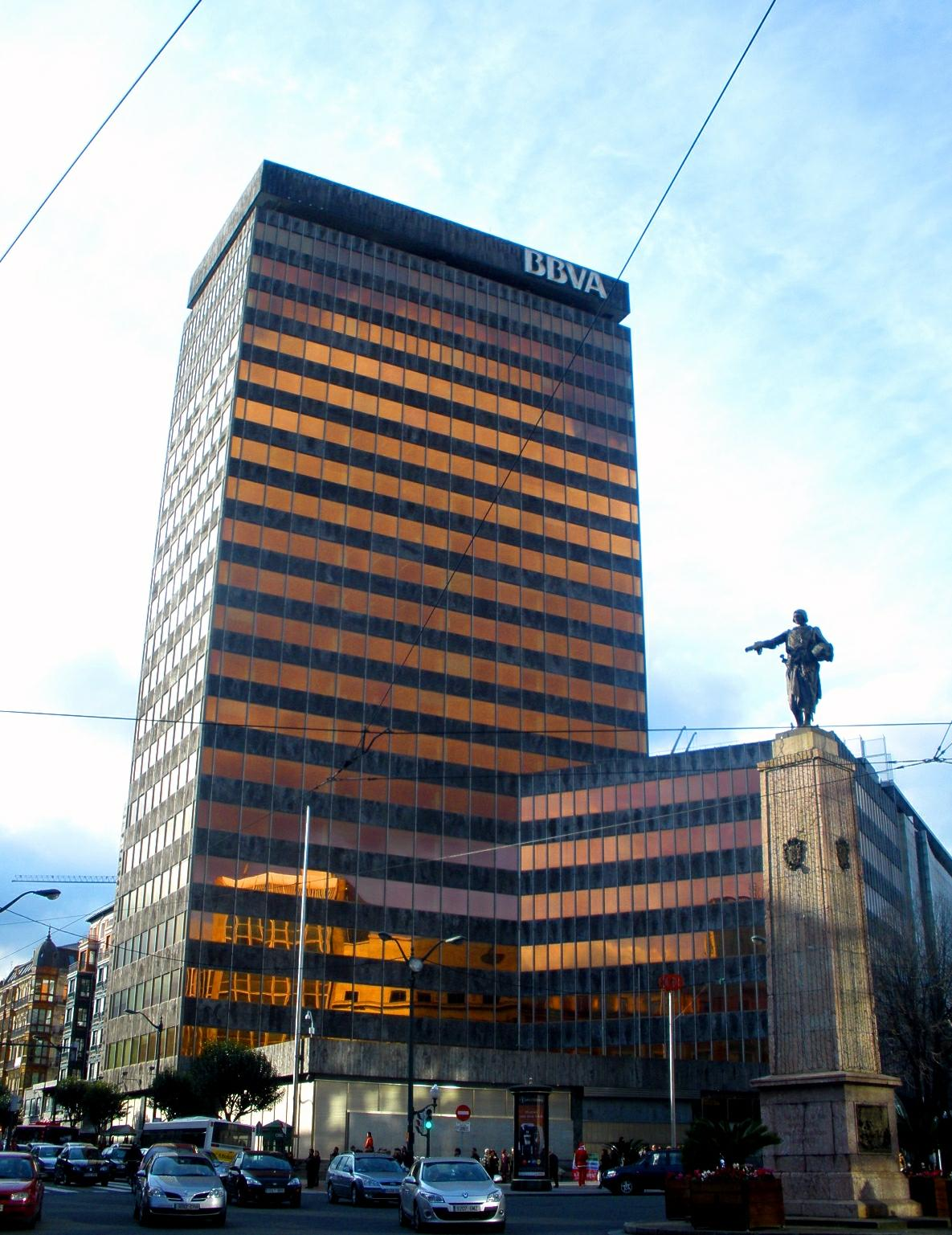
ビルバオ・ビスカヤ・アルヘンタリア銀行(BBVA)本社

### 金融業
ビルバオは古代ローマ時代からバスク地方の経済的な中心地であり、主にカスティーリャ地方で生産された産物をビルバオ港から輸出する貿易活動を行っていた。19世紀には主に鉄鉱石の採掘によって大きな発展を経験し、海運業や造船業などが促進された。1857年にはビルバオ銀行が、1901年にはビスカヤ銀行がそれぞれビルバオに設立されると、1988年には両銀行が合併してビルバオ・ビスカヤ銀行となり、1999年にはアルヘンタリア銀行とも合併して今日のビルバオ・ビスカヤ・アルヘンタリア銀行(BBVA)となった。1907年には貯蓄銀行としてビルバオ市立貯蓄銀行が、1921年にはビスカヤ地方貯蓄銀行が設立されると、1990年には両銀行が合併してビルバオ・ビスカヤ・クチャ(BBK)となった。
1890年7月21日に設置されたビルバオ証券取引所はスペインに4か所ある証券取引所の一つであり、ビルバオの他にはバルセロナ、マドリード、バレンシアに存在する。ビルバオ証券取引所はボルサス・イ・メルカドス・エスパニョーレスが所有する流通市場である。1890年には商工会議所も設置されている。

### サービス業
1980年代の劇的な工業危機後、ビルバオは経済基盤の再考を余儀なくされ、サービス部門で成功した都市に生まれ変わった。ビルバオは多くの企業の本社があり、『フォーブス』誌による「世界の巨大企業150社」のうち2社、40位のビルバオ・ビスカヤ・アルヘンタリア銀行(BBVA)と122位のイベルドローラ（エネルギー関連企業）が本社を置いている。2005年におけるビルバオの1人あたり国内総生産(GDP)は26,225ユーロであり、全国平均の22,152ユーロを上回っている。公式の経済年鑑によれば、最も強力な部門は建設業、商業、観光業である。2009年の失業率は14.4%であり、全国平均の18.0%を下回ったが、過去10年間でもっとも高い数字だった。

### 観光業

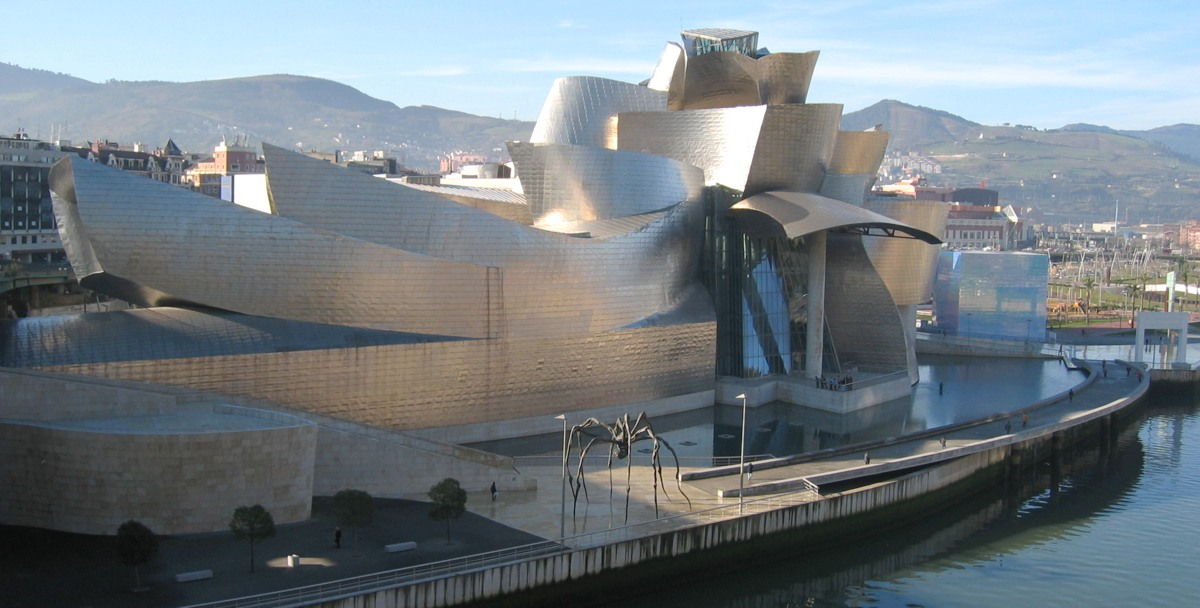
ビルバオ・グッゲンハイム美術館

1872年、ビルバオとゲチョのラス・アレナス地区の浜辺の間に鉄道が開通した。観光都市としての兆候が生まれ、ビルバオはささやかなビーチスポットとなった。それ以降は大きな変化がなく、1995年の観光客数はわずか25,000人だったが、1997年にビルバオ・グッゲンハイム美術館が開館したことで観光客数が増加し、2009年には615,000人以上に達している。
ビルバオはバスク州全体の観光客数の31%を集めており、サン・セバスティアンを上回って州内で最も観光客の多い都市となった。多くの観光客はスペイン国内から、特にマドリードとカタルーニャ州から訪れる。国外からの観光客は近隣のフランスだけでなく、イギリス、ドイツ、イタリアなどからも訪れる。観光産業はビスカヤ県のGDPを3億ユーロ押し上げている。エウスカルドゥナ国際会議場・コンサートホールやビルバオ展示場（バラカルド）などのおかげで、ビルバオはビジネス観光の魅力的な目的地でもある。

### ビルバオ港
20世紀終盤まで使用されていたビルバオの旧来の港は、旧市街（カスコ・ビエホ）からすぐの場所に位置していた。1902年にネルビオン川河口部のサントゥルツィに外港が建設されると、1970年代には巨大港に拡張され、河岸にあったドックは現在も稼働中のソロツァにあるドックを除いて外港に移転した。2010年時点で、ビルバオ港はスペインで5本の指に入る第一級の商業港である。200以上の定期航路が世界中にある500港とビルバオを結んでいる。2009年には3,160万トンの貨物がロシア、イギリス、オランダ、北欧諸国などに運搬された。2008年の第1セメスターには2,770隻の船で67,000人が移動した。この流動はバスク州のGDPを4億1,900万ユーロ上げている。

### 鉱業・製鉄業
1526年に抽出が法的に保護されて以来、鉄鉱石はビスカヤ県で最も豊富な天然資源である。鉱業と製鉄業はビルバオの主要な産業であり、高品質の鉄がヨーロッパ中に輸出された。19世紀後半まで製鉄業は発展し続け、資源はビルバオに富をもたらした。20世紀には、ビスカヤの鉄の約90%がスペインとヨーロッパ双方の中心地に輸出された。第一次世界大戦時のビルバオは製鉄業の中心地だったが、それ以後には重要性が低下した。

## 都市景観

### 都市計画

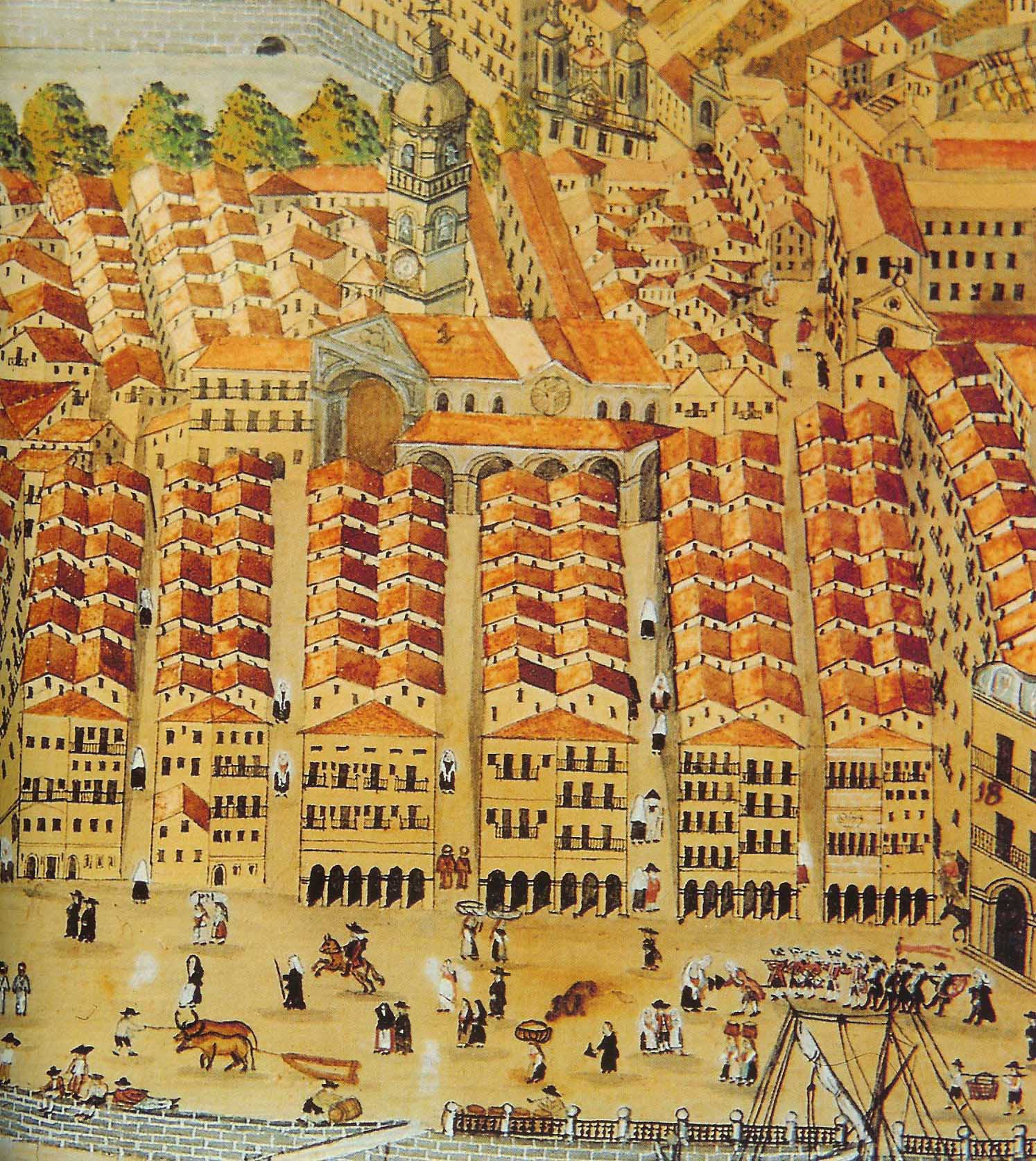
旧市街を平行に走る7本の通りを映した18世紀の絵

現在はロンダ通りとなっている旧市街（カスコ・ビエホ）の旧城壁内には、ソメラ通り、アルテカジェ通り、テンデリア通りの3本の通りしかなかった。この城壁の中にはサンティアゴ・デ・コンポステーラに向かう巡礼者が訪れた小規模な修道院があった。15世紀にはさらに4本の通りが建設され、サスピカレアク（7本の通り）という名で呼ばれた。何度かの洪水と1569年の大火事を経験し、1571年には街の拡張を可能にするために城壁が取り壊された。
1861年、技師のアマド・ラサロは衛生面を考えた広い通りを含む都市改造計画を立案した。この計画はイルデフォンソ・セルダによるバルセロナの拡張計画を基にしていた。ラサロの計画は質の高いものだったが、高額の費用がかかることもあり、市議会によって「非現実的で極端な計画である」として却下された。ラサロは過去300年間の統計を基にした都市人口の増加をも計算していたが、結局計画は実現しなかった。
次の大きな変化は、1876年にアバンド周辺の自治体を併合した際に起こった。建築家のセベリノ・デ・アチュカロ、技師のパブロ・デ・アルソラ（同年にビルバオ市長就任）、エルネスト・デ・ホフマイヤーらによって都市の拡大計画が策定された。ラサロの計画とは異なってアチュカロらの計画は小規模なもので、現状の1.58 km2の面積を2.54 km2に拡大するものだった。緩やかな格子状の街区、居住地区と工業地区を分離するための公園の存在を特徴としており、中心部のグラン・ビア・デ・ドン・ディエゴ・ロペス・デ・アロ通り沿いにはビスカヤ県庁舎、BBVAタワーなどの重要な建物が配置された。1890年代末までに都市の拡大は半分ほど完成し、拡大した地域はすでに都市化していたため、フェデリコ・ウガルテによってさらなる拡張が計画された。
1925年までにデウスト、ベゴニャ、エランディオの一部がビルバオと合併し、1940年にはエランディオの残りの部分も合併した。直近の合併は1966年であり、ロイウ、ソンディカ、デリオ、サムディオがビルバオと合併した。これらの合併によりビルバオの面積が拡大し、107 km2となったが、デウストとベゴニャを除く自治体は1983年1月1日にビルバオから分離して独立した自治体となった。
2010年5月18日の世界都市サミット2010で、ビルバオは都市計画におけるプリツカー賞とされるリー・クアンユー世界都市賞を受賞した。

### 建築物

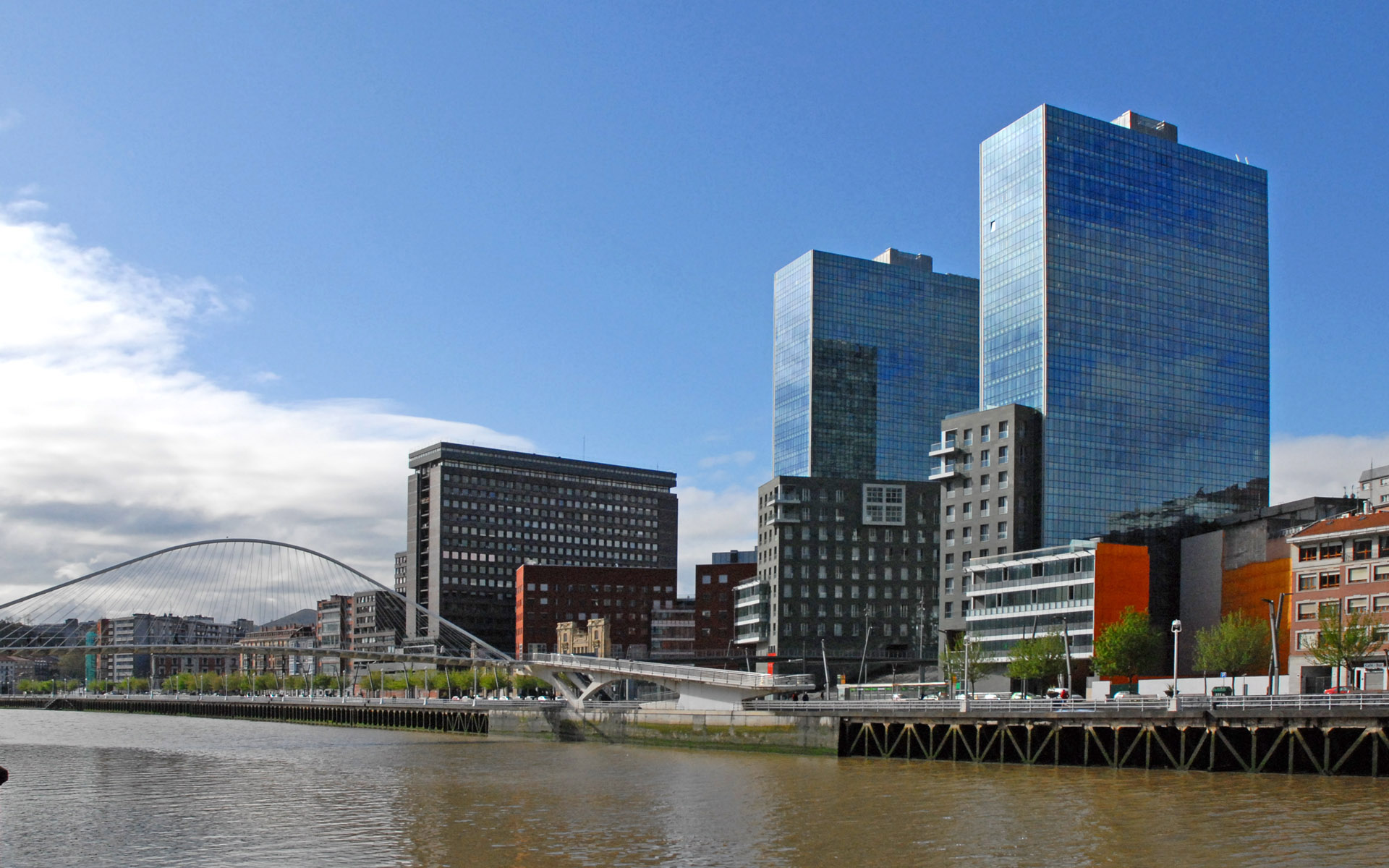
スビスリ橋とイソザキ・アテア

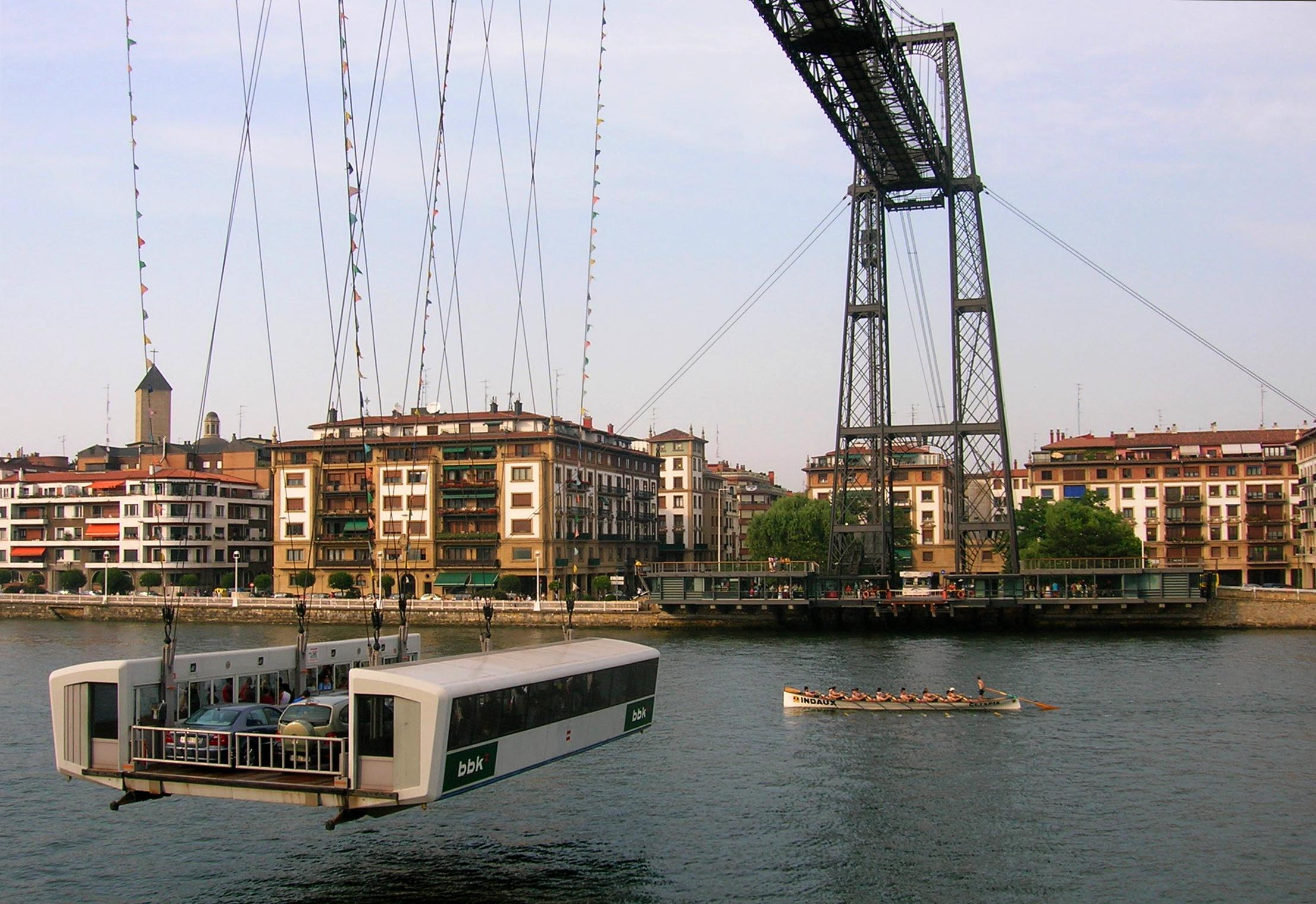
ビスカヤ橋のゴンドラ

ビルバオにはゴシック建築から現代様式まで様々な様式の建築物が存在する。旧市街のカスコ・ビエホには市でもっとも古いビルバオ大聖堂やサン・アントン教会などの建築物がある。旧市街の大部分は日中のみ歩行者専用道路となる。近隣にはビスカヤ県でもっとも重要な宗教建築物の一つであるベゴニャ教会があり、聖母の守護聖人ベゴニャに捧げられている。
ビルバオ市内にはネルビオン川に17の橋が架けられている。最も有名な橋はスビスリ橋（バスク語で「白い橋」）であり、サンティアゴ・カラトラバがデザインした歩行者専用橋として1997年に開通した。1972年に開通した吊橋のサルベ橋（スペイン皇太子橋）は、2007年にフランス人芸術家のダニエル・ビュランによって再デザインされた。1936年に開通したデウスト橋は、シカゴのミシガン・アベニュー橋をモデルとした跳開橋である。1890年から1893年には、ネルビオン川の最下流部にあるポルトゥガレテとゲチョの間にビスカヤ橋が架けられた。ビスカヤ橋はアルベルト・パラシオ（建築家・技師）とシルベストレ・パラシオの兄弟によって建設された世界最古の運搬橋で長さ164ｍ・高さ45mあり、2006年には世界文化遺産に登録された。1318年以前にはサン・アントン橋が建設され、長らくネルビオン川に架けられた唯一の橋だった。幾度もの改修を経て、1870年代には完全に新しいサン・アントン橋が建設され、現在の橋は1937年に改修されたものである。
1990年代に産業の空洞化が進むと、かつての工業地区の多くはモダンな公共施設や私有施設に転換し、世界的に有名な建築家や芸術家が手掛けた建築物が建てられている。代表的な例がアバンドイバラ地区に建設されたビルバオ・グッゲンハイム美術館であり、かつてドックや木造倉庫があった土地に建てられた。アメリカ合衆国の建築家フランク・ゲーリーによって設計され、1997年10月に竣工した。美術館はゲーリーの最高傑作であり、世界的に見ても過去30年間で最も重要な建築物の一つとされている。館内にはソロモン・R・グッゲンハイム財団の現代美術コレクションが展示されている。グッゲンハイム美術館以外の例としては、1909年に建設されたアルオンディガ・ビルバオ（ワイン貯蔵庫）は、2000年代にフランス人デザイナーのフィリップ・スタルクによって完全に再デザインされて複合施設（シネマコンプレックス、フィットネスジム、図書館、多目的ホールなどを内包）となった。
グッゲンハイム美術館のみならず、日本の建築家磯崎新によるイソザキ・アテア（磯崎ゲート）、エウスカルドゥナ国際会議場・コンサートホール、アルゼンチンの建築家シーザー・ペリによるイベルドローラ・タワー（イベルドローラ本社、全高165mでバスク州で最も高い建築物）、メキシコの建築家リカルド・レゴレッタによるメリア・ビルバオ（ホテル）などがある。次に再開発されるのはソロサウレ地区であり、2007年にはイラク人建築家のザハ・ハディドによって基本計画が策定された。現在の地区は半島のような形をしているが、50万m2の島（中州）に変えられ、居住用・商業用ビル、ビルバオ・ビスカヤ・クチャが建設される予定である。

### 公園

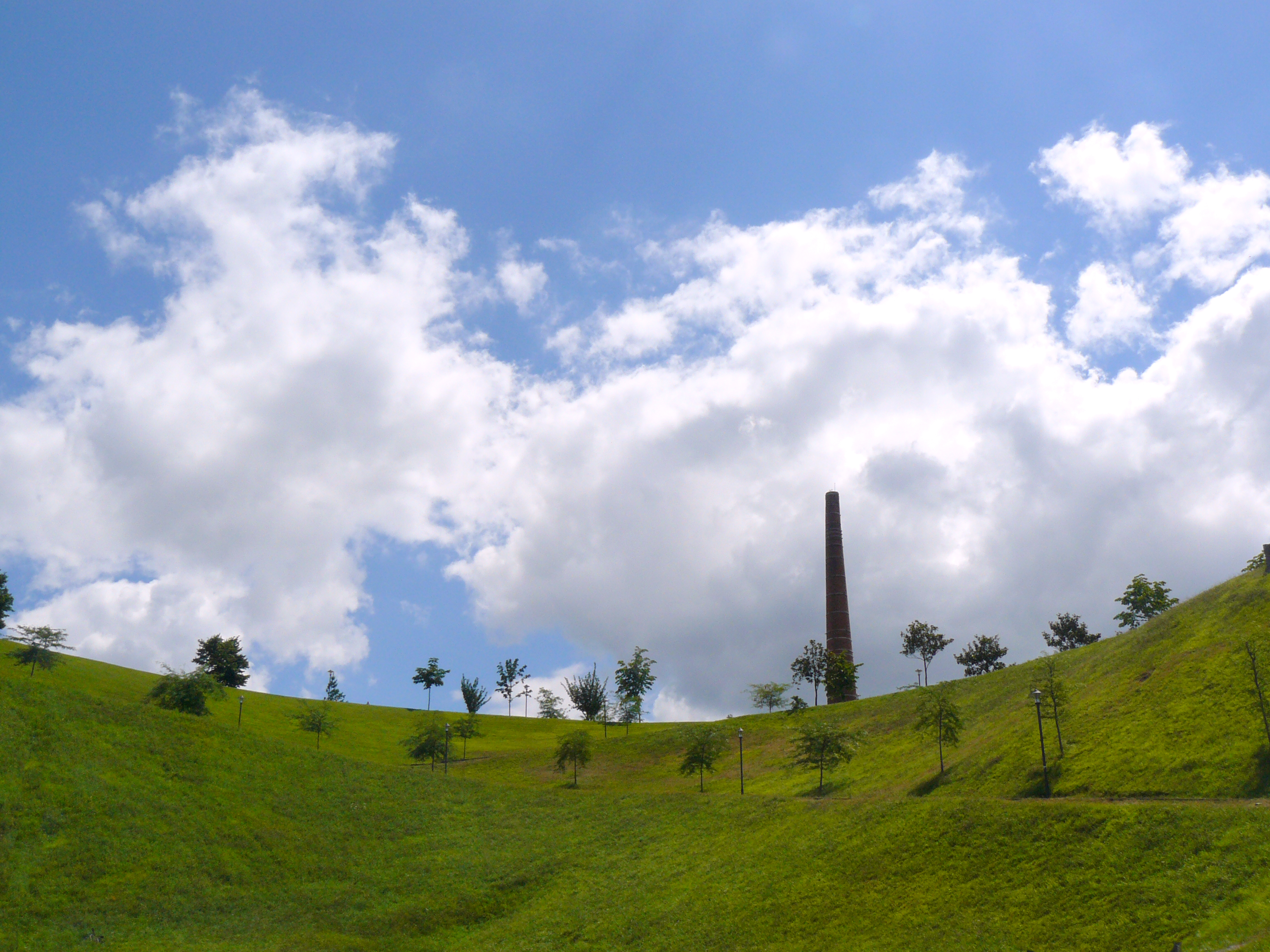
独特の煙突を持つエチェバリア公園

2010年時点でビルバオ市域には18の公共公園があり、計200ヘクタールの緑地がある。また、グリーンベルトは計1,025ヘクタールに及び、そのうち119ヘクタールが都市化されている。ビルバオ最大の公園はコベタス山（18.5ヘクタール）であり、次いでラレアガブル（12ヘクタール）で、両公園は郊外に位置している。
1907年、市中心部のアバンド区に8.5ヘクタールのドニャ・カシルダ・イトゥリサル公園が開園した。リカルド・バウティダによって設計されたイギリス式庭園であり、公園の名称は土地を寄贈した地元在住女性に由来している。蔓が張った東屋の近くに噴水があり、アヒル、ガチョウ、白鳥など多くの種が生息している池があることから、地元ではアヒル公園(Parque de los Patos)という別称で知られており、近年に拡張されてアバンドイバラ地区と結ばれた。。1980年には、イバイオンド区の製鉄所跡地にエチェバリア公園が建設された。製鉄所時代の煙突が産業に過去に対するオマージュとして維持されている。エチェバリア公園は18.9ヘクタールであり、旧市街を見渡せる傾斜地にある。他の公共空間には、ヨーロッパ公園、ミリビジャ公園、左岸のメモリアル・ウォークウェイなどがあり、街路灯が灯された3kmにわたる遊歩道であるメモリアル・ウォークウェイは、ビルバオ市街地の主要な観光スポットとなっている。グッゲンハイム美術館にも近いアバンド区にはモジュア広場があり、この広場を中心にして放射状に通りが伸びている。
市街地北方のアルチャンダ山には、市街地中心部からアルチャンダ・ケーブルカーで容易にアクセスすることができる。山頂付近にはレクリエーションエリア、レストラン、スポーツ施設、ビルバオ市街地を一望できるバルコニーなどがある。市街地南方のパガサリ山は1870年代以来ハイキングの目的地であり、2007年以降は公式に環境保護が行われている。

## 交通
以前は交通機関ごとに異なる切符を購入しなければならなかったが、1995年のメトロ・ビルバオ開業と同時にクレディトランスというトラベルカードが導入された。メトロ・ビルバオ、ビルバオ・トラム、ビルボバス、ビスカイバス、バスク鉄道、スペイン狭軌鉄道、アルチャンダ・ケーブルカー、ビスカヤ橋などがクレディトランスに加盟しており、1枚の乗車カードで各交通機関を利用することができる。

### 航空

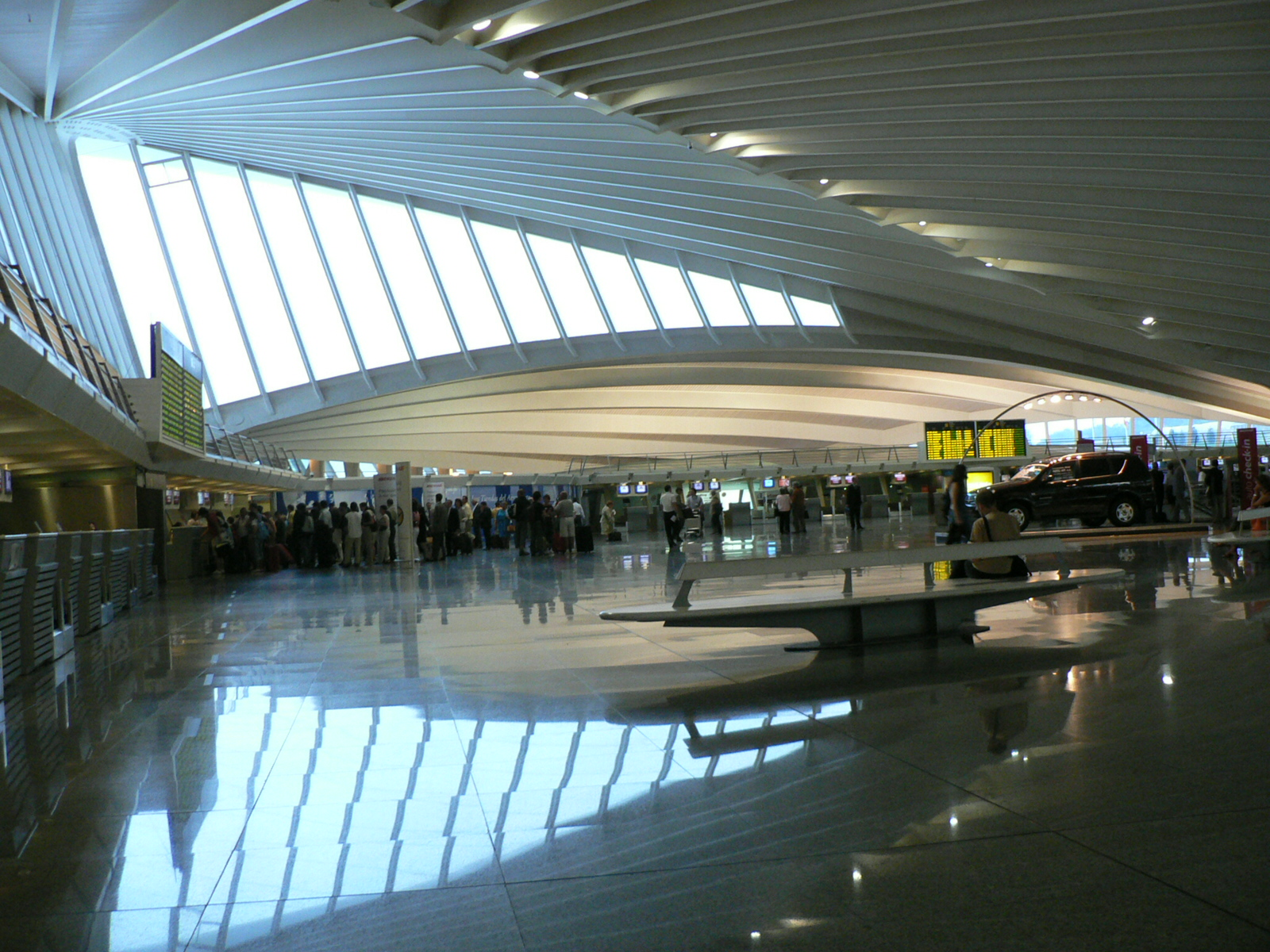
ビルバオ空港のターミナル

ビルバオ北部にあるビルバオ空港はバスク州とスペイン北部で最も旅客数の多い空港であり、2010年の年間旅客数は約390万人だった。ビルバオ空港はビルバオ市街地の北12kmに位置し、自治体としてはロイウとソンディカにまたがっている。約15の航空会社が就航し、主要な航空会社にはイベリア航空、ルフトハンザドイツ航空、TAPポルトガル航空、ブエリング航空、エア・ヨーロッパ、イージージェットなどがある。旅客数の多い就航地は、マドリード＝バラハス空港、バルセロナ＝エル・プラット空港、フランクフルト空港、ミュンヘン空港、パリ＝シャルル・ド・ゴール空港、マラガ＝コスタ・デル・ソル空港、パルマ・デ・マヨルカ空港、セビリア空港、ロンドン＝スタンステッド空港、ランサローテ空港などである。2000年にはサンティアゴ・カラトラバのデザインによる新ターミナルがオープンした。2009年にはターミナルの最大受入人数を倍増させる計画が承認され、当初は2014年完成予定だったが、世界的な経済危機によって旅客数の減少が見込まれ、完成は少なくとも2019年まで延期される予定である。

### 陸上交通
有料高速道路のAP-8号線で欧州道路網と結ばれており、同じくAP-8号線でサン・セバスティアンなどスペイン北部の他都市と、AP-68号線でログローニョやサラゴサなどスペイン各地と結ばれている。
ビルボバスは43路線を運行しており、そのうち28路線は通常のバスだが、通常のバスが通行できない区間を通る7路線にはミニバスが使用される。8路線は夜間運行のバスである。近年にはその効率性とサービスの質が評価され、ビルボバスは欧州連合の賞を受賞した。ビスカイバスは100以上の路線を運行しており、ビルバオとビスカヤ県全域、さらにアラバ県の一部の地域を結んでいる。ビルバオ最大のバスターミナルはテルミバスと呼ばれ、エスタディオ・サン・マメス・バリアの近くに存在する。ビルボバスは赤色の車体と白色の文字が、ビスカイバスは黄色の車体が特徴である。

### 鉄道

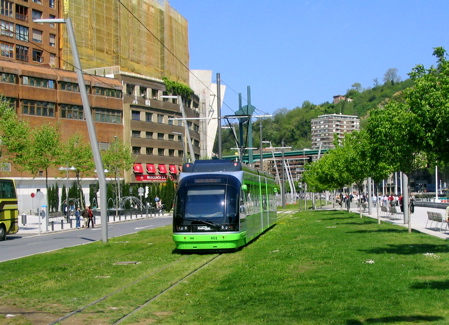
ビルバオ・トラムの車両

1995年にはメトロ・ビルバオ（地下区間を有する都市鉄道）が開業し、乗客数は年間8,500万人以上である。メトロ・ビルバオはビルバオ都市圏で2路線が運行中であり、さらに数路線が建設中もしくは検討中である。メトロの2013年時点の総延長距離は43.31kmであり、地下に25駅、地上に16駅の計41駅を持つ。スペインで4番目に建設されたメトロであり、乗客数ではスペインで3番目である。建築家のノーマン・フォスターによる現代的なデザインが特徴である。
2002年にはビルバオ・トラムが開業した。メトロやセルカニアスの駅がない地区を走り、ビルバオ・グッゲンハイム美術館やエスタディオ・サン・マメス・バリアなどの文化施設への足となっている。現在のビルバオ・トラムは1路線であり、アチュリ停留所とバスルトを結んでいる。路線網の拡大計画が進行中である。
ビルバオ都市圏では、セルカニアス・ビルバオ、バスク鉄道、スペイン狭軌鉄道(FEVE)の3社が通勤鉄道を運行している。セルカニアス・ビルバオはC-1、C-2、C-3の3路線からなり、全ての路線がビルバオ市中心部にあるビルバオ＝アバンド駅を起点としている。バスク鉄道はビスカヤ県とギプスコア県で計8路線を運行しており、ビルバオとギプスコア県・サン・セバスティアンを結ぶ路線、ビルバオとエルムアを結ぶ路線、ビルバオとベルメオを結ぶ路線などがある。ビルバオのターミナル駅はビルバオ＝アチュリ駅である。スペイン狭軌鉄道は主にスペイン北部で狭軌線を運行しており、ビルバオとカンタブリア州・サンタンデールやアストゥリアス州・ヒホンを結ぶ路線、ビルバオとカスティーリャ・イ・レオン州・レオンを結ぶ路線などがある。2017年には、バスク州3県の県都を結ぶ高速鉄道ネットワークであるバスクYが運行開始される予定である。バスクYは3都市を「Y」字状に結んでおり、所要時間が大幅に短縮されるとともに、将来的にはパリとマドリードを結ぶ高速鉄道線の一部となる予定である。
市街地にほど近いアルチャンダ山と繁華街との間に、1915年に開業したアルチャンダ・ケーブルカーが運行されている。麓駅はネルビオン川にかかるスビスリ橋のすぐ北側にあり、終日15分おきに運行されている。2005年の年間乗客数は453,000人だった。

### 海上交通
ビルバオ中心部からネルビオン川を下ると、約15kmの位置にビルバオ港がある。ブリタニー・フェリーはサントゥルツィとイギリスのポーツマスを結ぶフェリーを運航している。MVカップ・フィニステレもビルバオ港を出航してポーツマスに向かう便を持っている。2006年から2007年まではアクシオナ・トラスメディテラネアもポーツマス行きのフェリーを運航していた。P&Oフェリーも2010年までポーツマス行きのフェリーを運航しており、「プライド・オブ・ビルバオ」という名称のフェリーが使用されていた。
ネルビオン川では観光クルーズ船が運航されている。ビルバオ市庁舎対岸にあるピオ・バロハ広場を起点とし、河岸のビルバオ・グッゲンハイム美術館、エウスカルドゥナ国際会議場・コンサートホール、スビスリ橋などを眺めながら川を下ることができる。

## 教育

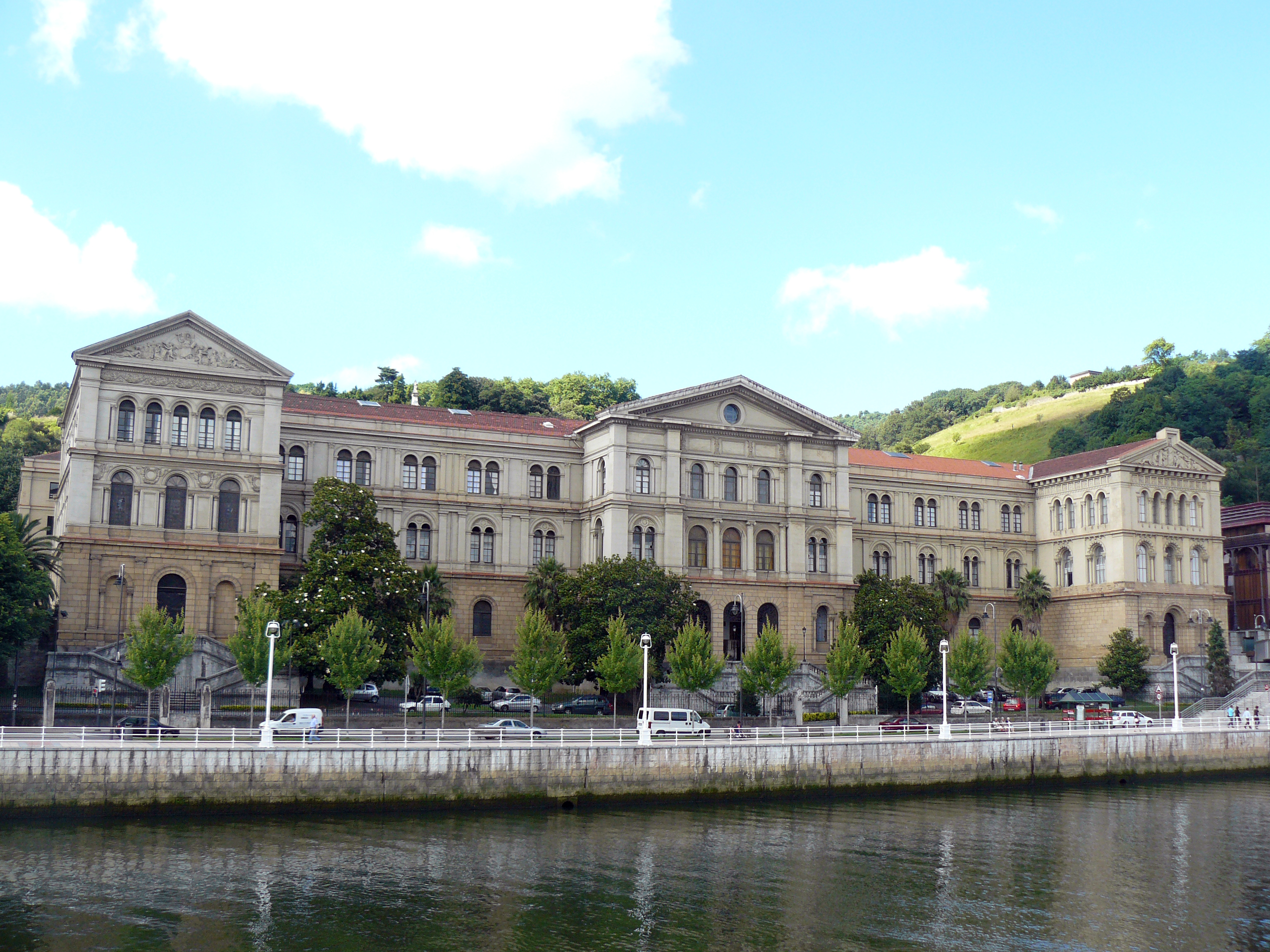
デウスト大学

### 初等・中等教育
バスク地方では二言語の教育システムがあり、生徒は授業中の話し言葉と書き言葉として、バスク語とスペイン語の支配率が異なるモデルA、B、C、D、Xの中から選択する可能性を持つ。ビルバオの小学校はモデルD（バスク語が主でスペイン語が副）で教えられるが、中学校の生徒はモデルB（数教科はバスク語、その他はスペイン語）を好む。最終的にはバチジェラトの67%がモデルA（スペイン語が主、バスク語が副）を選択する。英語は最も普及している外国語であり、大学入学前の学生の97%がオプションとしている。

### 高等教育
ビルバオには2つの大学がある。1886年にはイエズス会によってデウスト大学が設立された。現在のデウストはビルバオ市内の一地区だが、1925年以前は独立した自治体だった。1968年にはビルバオ大学が設立され、1980年にはバスク大学(UPV)と名を変えた。バスク大学はバスク州の3県にキャンパスを構える公立大学であり、ビスカヤ県のメインキャンパスはレイオアに所在するが、ビルバオにも工学部や経済学部などがある。

## 文化

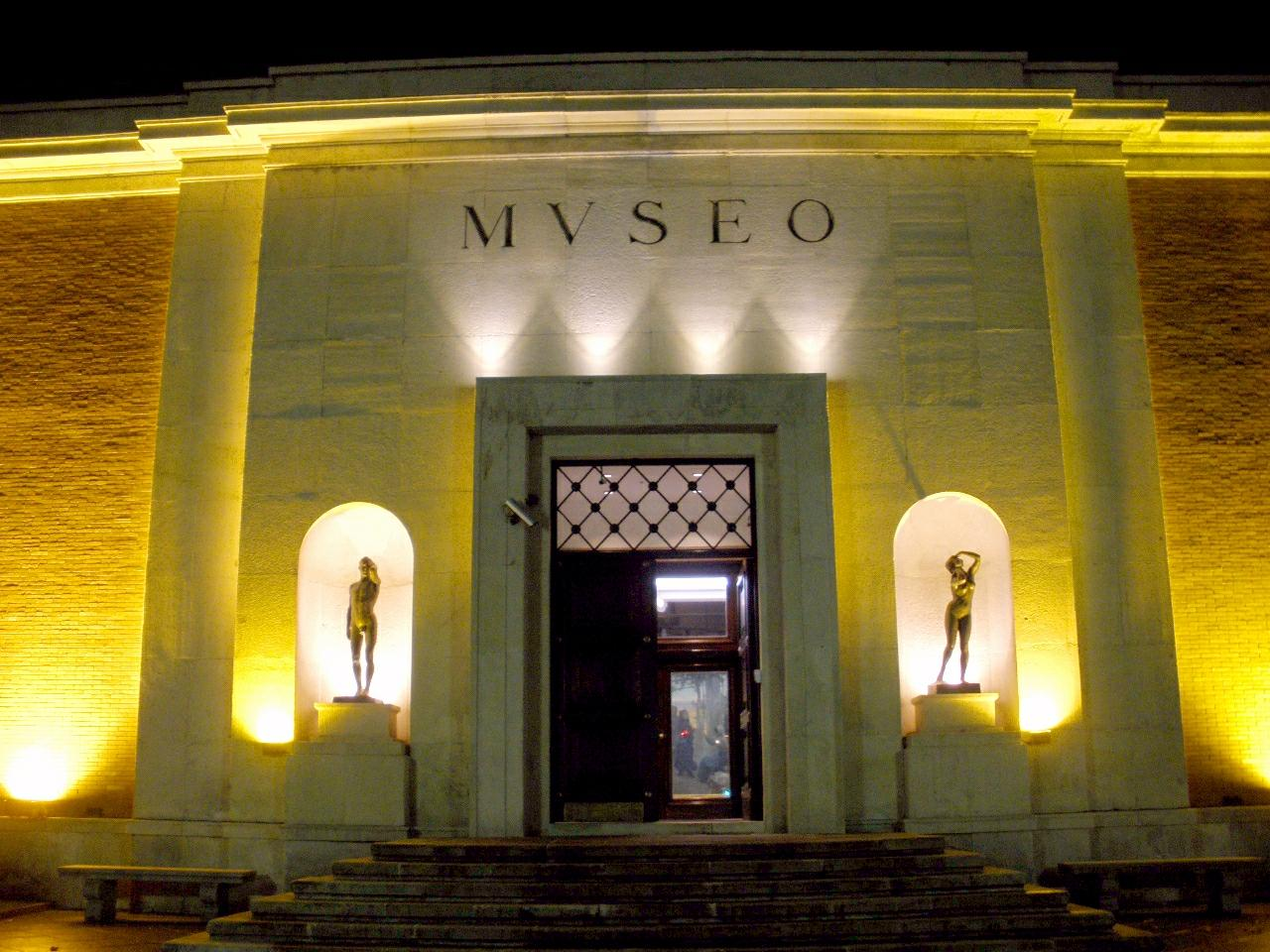
ビルバオ美術館

ビルバオにはいくつかの劇場、コンサートホール（アリアガ劇場やエウスカルドゥナ・コンサートホールなど）、映画館があり、ビルバオオペラ愛好者協会(ABAO)が定期的にオペラを主催している。1922年にはビルバオ交響楽団が設立され、2008年からはオーストリア出身のギュンター・ノイホルトが指揮者を務めている。バスク地方では合唱音楽が人気であり、定期的にコンサートが開催される。ビルバオ合唱団は1886年に設立されている。
ビルバオには美術館が2館ある。ビルバオ・グッゲンハイム美術館は現代美術で知られており、ジョアン・ミロ、アンディー・ウォーホル、ルイーズ・ブルジョワなどの作品がある。ビルバオ美術館の評価も高く、エル・グレコ、バルトロメ・エステバン・ムリーリョ、フランシスコ・デ・ゴヤなど12世紀から現代のスペイン絵画や、アンソニー・ヴァン・ダイク、歌川国貞、ポール・ゴーギャン、ポール・セザンヌ、フランシス・ベーコンの作品などを展示している。また、旧市街のカスコ・ビエホには神学校を改装して開館したバスク博物館がある。
スペインの他都市同様に、ナイトライフも活気に満ちており、いくつかのクラブやライブハウス（カフェ・アンツォキアやビルボロックなど）などがある。1999年に公開された映画「007 ワールド・イズ・ノット・イナフ」では冒頭でビルバオが登場している。2006年からはビルバオ・ライブ・フェスティバルが開催されており、徐々に人気を増している。

### フェスティバル
ビルバオで最も重要なフェスティバルはセマナ・グランデ（スペイン語: Semana Grande）もしくはアステ・ナグシア（バスク語 : Aste Nagusia）（英語ではビッグ・ウィークの意味）と呼ばれ、国内外から10万人以上の観客を集める。1978年に初めて開催され、毎年8月第3週の土曜日から9日間開催されている。セマナ・グランデ期間中には力比べ、無料の演奏パフォーマンス、路上パフォーマンス、闘牛、花火大会などが行われる。毎年異なる企画が催されている。

### スポーツ

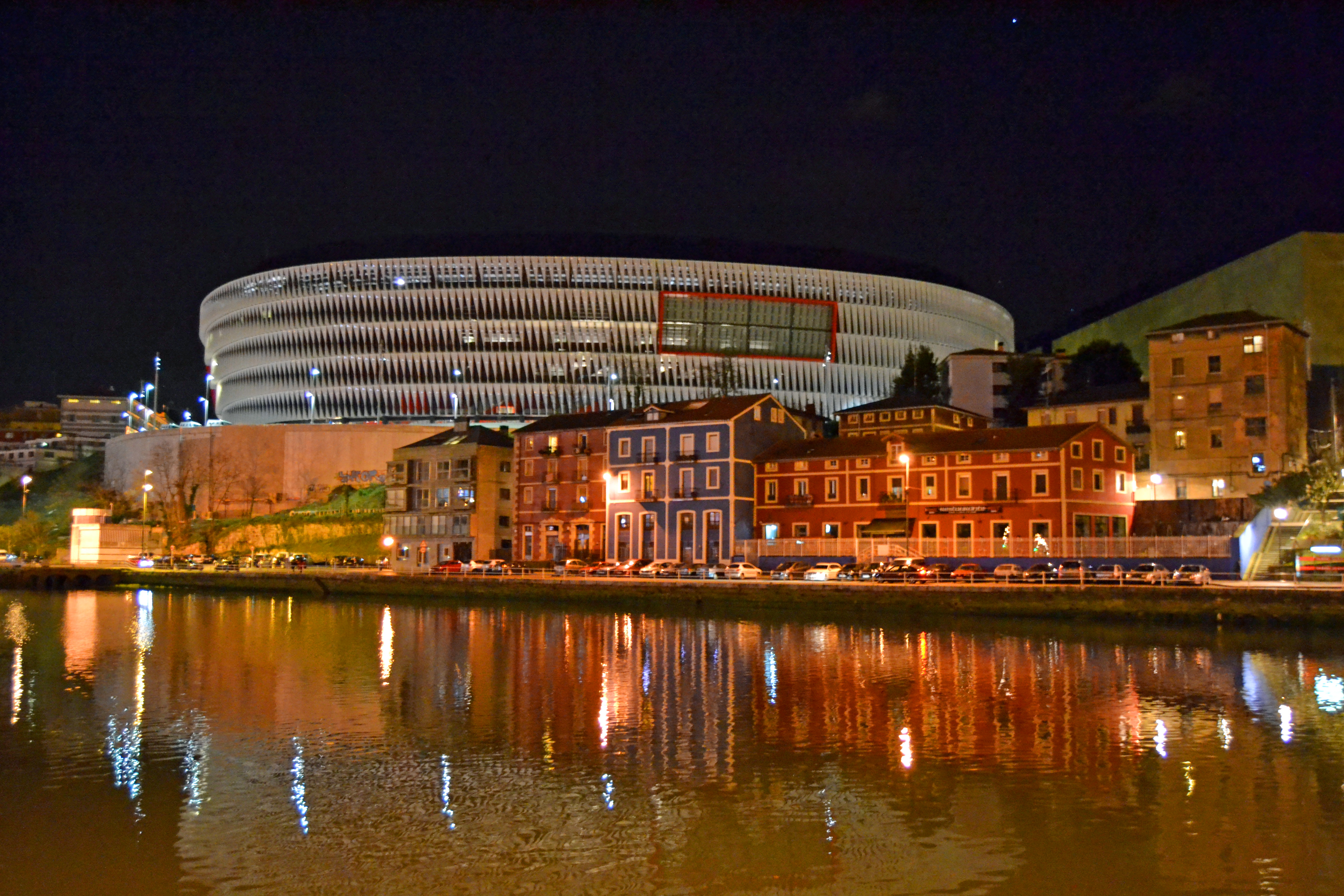
エスタディオ・サン・マメス・バリア

スペインやバスク地方の他都市と同様に、ビルバオで最も人気のあるスポーツはサッカーであり、次いでバスケットボールである。サッカーやバスケットボールの他には、ビルバオ近郊の山々でのハイキングやロッククライミングが人気であり、ウォータースポーツではソペラナやムンダカの海岸でサーフィンが行われている。
主要なサッカークラブはアスレティック・クラブ（アスレティック・ビルバオ）である。2013年に開場したエスタディオ・サン・マメス・バリアをホームスタジアムとしている。アスレティックは1928年のリーガ・エスパニョーラ創設時のメンバーであり、それ以降プリメーラ・ディビシオンからセグンダ・ディビシオンに降格したことがない。リーグでは8度、コパ・デル・レイでは24度優勝している。チームカラーの赤色と白色の旗は市内の至る所で見られる。
主要なバスケットボールクラブは2000年に発足したCBビルバオ・ベリーである。ビルバオ・ベリーはリーガACBに所属し、2010年に開場したビルバオ・アレナをホームアリーナとしている。2003-04シーズン後にリーガACBに昇格し、2010-11シーズンにはレギュラーシーズンで2位、ポストシーズンで準優勝した。2012-13シーズンにはULEBユーロカップで準優勝した。チームカラーは黒色と銀色である。

## 姉妹都市
- モンテレイ
- ブエノスアイレス
- ロサリオ
- メデジン
- ボルドー [127][128]
- ピッツバーグ
- サン・アドリア・ダ・ベソス
- イロイロ州
- スラカルタ

## 出身人物
| - ホセ・デ・マサレード・サラサール – 軍人。18世紀前半の司令官。 - マヌエル・デ・モンティアーノ – 軍人。18世紀の将軍。 - エステバン・デ・ビルバオ – 政治家。法務大臣（1939年-1943年）。 - アントニオ・イトゥルメンディ – 政治家。法務大臣（1951年-1965年）。 - フェルナンド・マリア・イ・カスティエージャ・マイス – 外交官・政治家。外務大臣（1957年-1969年）。 - フレン・マダリアガ – 政治家・法律家。バスク祖国と自由(ETA)の設立者の一人。 - フェルナンド・ブエサ – 政治家。バスク自治州教育大臣（1991年-1994年）。 - ホアキン・アルムニア – 政治家。スペイン社会労働党党首（1997年-2000年）。雇用大臣や公共行政大臣などを歴任。 - アルベルト・パラシオ – 技師・建築家。ビスカヤ橋など。 - クラウディオ・アランサディ – 技師・実業家・政治家。工業大臣（1988年-1993年）。 - イニャキ・アンティグエダ – 地質学者・政治家。アマユール党首。 - コルド・ゴロスティアガ・アチャランダバソ – 法経済学者・政治家。欧州議会議員（1999年-2004年）。 - ホセ・イグナシオ・ゴイリゴルサリ – 経済学者・実業家。バンキア会長。 - ペドロ・アルペ – 聖職者。イエズス会総長（1965年-1983年）。 - ヘスス・モステリン – 哲学者・思想家。 - ミゲル・デ・ウナムーノ – 哲学者・文学者・詩人・劇作家。98年世代のひとり。 - サビノ・アラナ – 民族主義者・著作家。「バスク民族主義の父」。 - ホン・フアリスティ – 詩人・エッセイスト・翻訳者。 - ガブリエル・アレスティ – バスク語作家・詩人。 - フリッツ・ルドルフ・フリース – ドイツの作家・翻訳者。ハインリヒ・マン賞（1979年）。 - エスピード・フレイレ – 作家。プラネータ賞の最年少受賞者（1999年）。 - ホアン・クリソストモ・アリアーガ – 作曲家。アリアーガ劇場に名が残っている。 - ヘスース・アランバリ – 作曲家・指揮者。 - フェルナンド・ベラスケス – 映画音楽作曲家。『永遠のこどもたち』でゴヤ賞最優秀音楽賞受賞（2008年）。 | - ケパ・フンケラ – バスク音楽家。トリキティシャ奏者。 - ホセチュ・オブレゴン – 古楽のチェリスト。 - フィト・カブラレス – 作詞家・歌手・ギタリスト。 - イーゴリ・イェブラ – バレエダンサー。フリーランス。 - エンリケ・ウルビス – 映画監督。『悪人に平穏なし』でゴヤ賞監督賞受賞（2011年）。 - パブロ・ベルヘル – 映画監督。『ブランカニエベス』でゴヤ賞作品賞受賞（2013年）。 - アレックス・デ・ラ・イグレシア – 映画監督。『スガラムルディの魔女』でゴヤ賞最多8部門受賞（2014年）。 - フアン・ルイス・アンチア – 撮影監督。 - マリビ・ビルバオ – 女優。コメディドラマ「Aqui no hay quien viva」などの出演で知られる。 - ジョン・コルタジャレナ – 男性ファッションモデル。 - ダビド・ロペス・ガルシア – 自転車競技選手。ブエルタ区間1勝。 - アンドニ・イトゥアルテ – ベネズエラの自転車競技選手。ヘルシンキ五輪出場。 - レイレ・イグレシアス – 柔道家。2008年ヨーロッパ選手権銀メダル。 - ビルヒニア・ベラサテギ – トライアスロン選手。2009世界選手権3位。 - ドミンゴ・アセード - サッカー選手。アントウェルペン五輪銀メダル。 - ピチーチ – サッカー選手。ピチーチ賞の由来となった。 - ラファエル・アルコルタ – サッカー選手。W杯3度出場。 - アンヘル・マリア・ビジャール - サッカー選手。スペインサッカー連盟(RFEF)会長（1988年-）。 - フリオ・サリーナス – サッカー選手。W杯3度出場。 - イニャキ・サエス - サッカー選手・指導者。スペイン代表監督（2002年-2004年）。 - ラファエル・エグスキサ – フィールドホッケー選手。ローマ五輪出場。 - エルドイツァ・ゴイコエチェア – フィールドホッケー選手。夏季五輪2度出場。 - バルバラ・マルダ – フィールドホッケー選手。夏季五輪2度出場。 - ネレア・バロンド - 女性バレエダンサー |